# Salzburgring
Der Salzburgring ist eine im Jahr 1969 eröffnete permanente Motorsport-Rennstrecke im Nesslgraben zwischen Koppl und Plainfeld bei Salzburg in Österreich. Der Salzburgring wurde zur gleichen Zeit wie der Österreichring gebaut.

## Der Ring
Die Streckenlänge beträgt 4255 Meter. Zwei lange Geraden, wobei die Gegengerade zur Start-Ziel-Geraden leicht ansteigend ist, sowie die an diese Gerade anschließende langgezogene Kurve oberhalb des Fahrerlagers, ließen diese Strecke zu einer sehr schnellen Rennstrecke werden. Der Belgier Werner Daemen erreichte 2009 im Rahmen der IDM auf seiner BMW S 1000 RR eine Durchschnittsgeschwindigkeit von 189,299 km/h, womit er den Superbike-Rundenrekord hält.
Durch die stetig erweiterten Sicherheitsauflagen für Motorsportveranstaltungen wurden im Laufe der Jahre mehrere Umbauten notwendig. Unter anderem entstanden Schikanen, um die Geschwindigkeit zu reduzieren, sowie Auslaufzonen, was aufgrund der Talkessellage des Rings sehr schwer und teuer war.
Der Salzburgring hat viele Naturtribünen, die durch ihre Lage oberhalb der Rennstrecke gute Rennbeobachtungen erlauben, vor allem im Abschnitt oberhalb des Fahrerlagers, von wo aus man Einblick auf beide Geraden sowie die langgezogene Fahrerlagerkurve hat.

## Streckeninformation
- Streckenlänge 4,255 Kilometer
- Kurven 12 (6 Rechts- und 6 Linkskurven)
- Gerade 4 (die längste ist die Start-Ziel-Gerade mit 750 Metern)

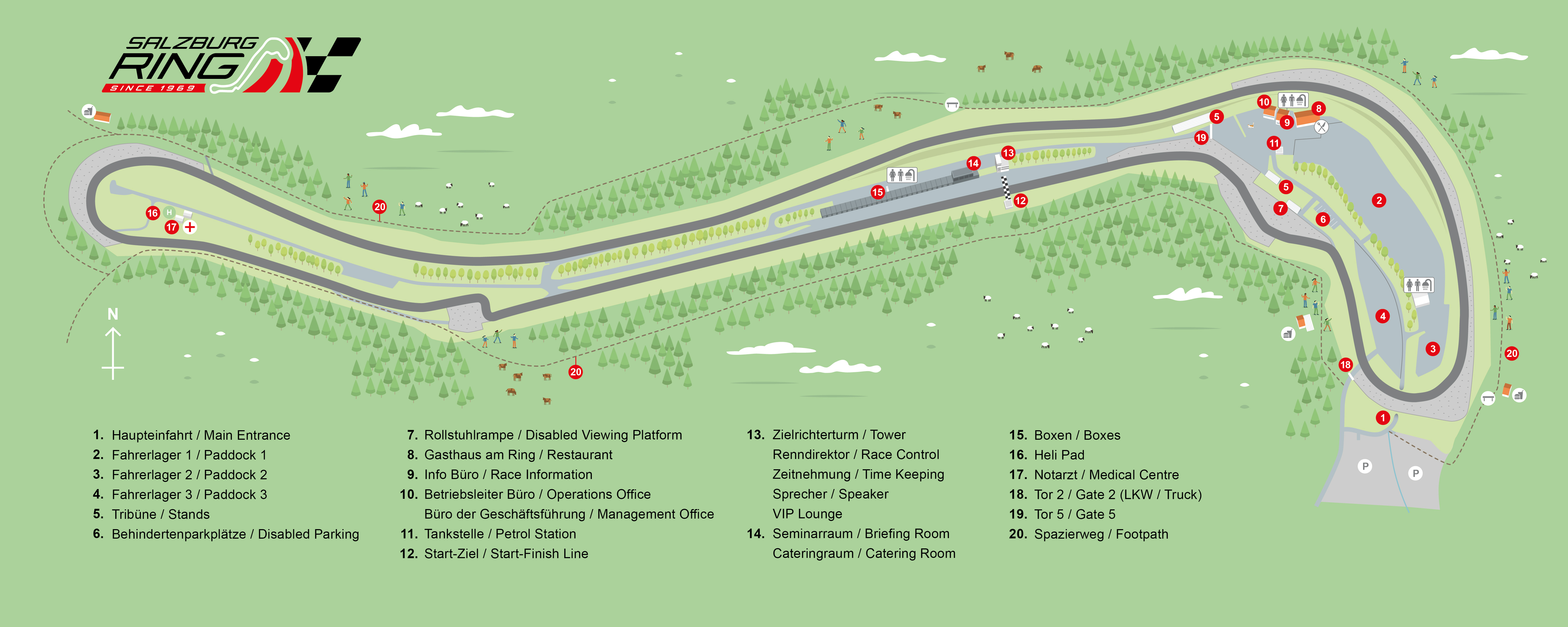
Skizze des Salzburgring-Geländes

- Steigung maximal 3,8 %
- Gefälle maximal 1,8 %
- Höhenunterschied ca. 25 Meter
- Seehöhe 648,3 bis 670,6 Meter
- Boxen 31

## Chronologie
- 1968 Baubeginn
- 1969 Eröffnung mit kombiniertem Auto- und Motorradrennen
- 1970 Erster Großer Preis von Österreich für Motorräder
- 1971 Erster Lauf zur FIM-Motorrad-Weltmeisterschaft
- 1977 Tödlicher Unfall von Hans Stadelmann beim 350er-Rennen des Großen Preises von Österreich
- 1985 An derselben Stelle wie Stadelmann verünglückt Michael Frohn bei einem Rennen des Yamaha Castrol Cup
- 1989 verünglückt Heinz Hutter bei der österreichischen Motorrad-Meisterschaft in der Klasse 250 cm3
- 1994 kommen drei Streckenposten bei einem  Rennen zur Deutschen Tourenwagen-Trophy ums Leben
- 2012–2014 Läufe zur Tourenwagen-Weltmeisterschaft
- 2013 Erstes Electric-Love-Festival, das 2018 über 180.000 Besucher an den Ring brachte.

## Veranstaltungen

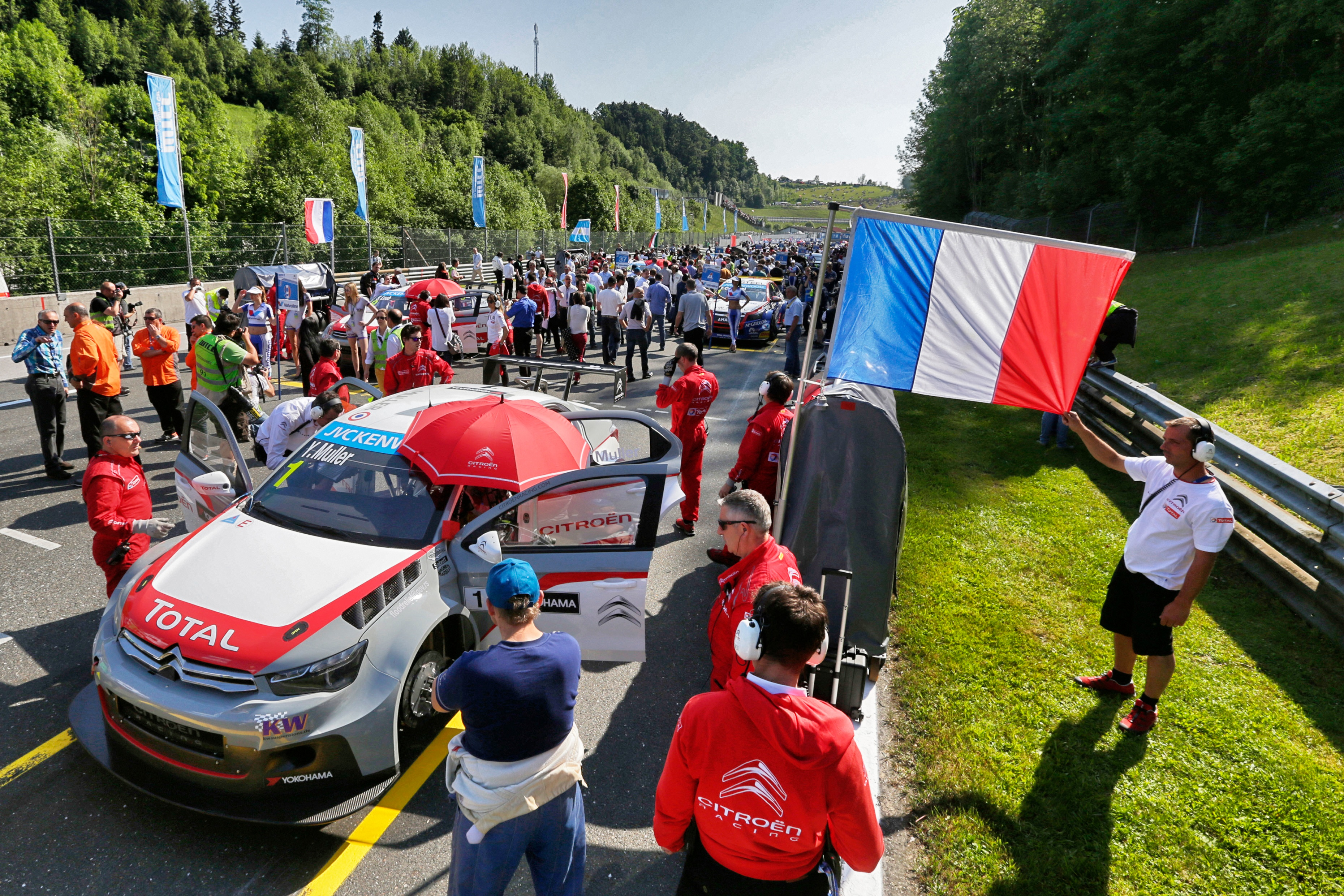
WTCC-Start, 25. Mai 2013

Am 21. September 1969 wurde der Salzburgring mit dem 1. Int. Preis von Salzburg eröffnet. Am 30. August 1970, sechs Tage vor seinem Tod im Training zum Formel-1-Grand-Prix von Monza, fuhr Jochen Rindt hier sein letztes Rennen – einen Formel-2-Lauf, dem damaligen Unterbau der Formel 1. In den 1970er Jahren war der Salzburgring Schauplatz mehrerer Formel-2-Europameisterschaftsläufe. Formel-1-Stars und Weltmeister wie Graham Hill, Emerson Fittipaldi, Jacky Ickx, John Watson, Mike Hailwood und viele andere traten hier an. Zu dieser Zeit gastierte auch die Tourenwagen-Europameisterschaft mehrmals auf dem Salzburgring. Von 1971 bis 1994 fanden regelmäßig Läufe zur Motorrad-Weltmeisterschaft statt. Die Wettkämpfe mit Fahrern wie Giacomo Agostini auf MV Agusta und Toni Mang fanden vor bis zu 100.000 Zuschauern statt.
Zwischen 1975 und 1994 startete hier achtmal der „Oldtimer Grand Prix“ für historische Motorräder und Automobile, mit mehreren hundert Teilnehmer aus aller Welt (unter anderem Juan Manuel Fangio, Niki Lauda, John Surtees, Luigi Taveri). Diese Veranstaltung wurde aufgrund verschärfter Lärmschutzbestimmungen des Landes Salzburg eingestellt. Seit 2004 findet wieder eine Oldtimerveranstaltung in Erinnerung an den einzigen österreichischen Motorradweltmeister Rupert Hollaus statt.
Die Anzahl der großen Motorsportveranstaltungen (einst Super Tourenwagen Cup, Motorrad-WM) ist auf fünf pro Jahr limitiert. Es finden aber auch regelmäßig andere Veranstaltungen wie Fahrzeugpräsentationen von Automobilherstellern, Fahrerlehrgänge und Clubtreffen statt. Unter anderem findet seit 2010 auf dem Salzburgring der Internationale Skirollerwettbewerb „Skate the Ring“ statt. Zudem beherbergte der Salzburgring bis 2008 das Frequency-Musikfestival und seit 2013 das Electric-Love-Festival.
Der Salzburgring finanziert sich selbst und ohne jegliche Subventionen.

## Zwischenzeitliche Verkaufsgespräche
Red-Bull-Eigentümer Dietrich Mateschitz hatte Interesse an einem Kauf der Rennstrecke. Nachdem im September 2015 bekannt worden war, dass Mateschitz die Rennstrecke für drei Millionen Euro erwerben möchte, wurde der entsprechende Vertrag im Jänner 2016 unterschrieben. Anfang Juli 2016 wurde jedoch bekannt, dass der Verkauf an Dietrich Mateschitz geplatzt ist.
Das Land Salzburg ist weiterhin Besitzer des Geländes, der Verein IGMS „Internationaler Gemeinnütziger Motorsportverein Salzburgring“ der Betreiber.